# Amorphophallus consimilis
Amorphophallus consimilis là một loài thực vật có hoa trong họ Ráy (Araceae). Loài này được Blume mô tả khoa học đầu tiên năm 1837.